# 西斯普林克里克鎮區 (密蘇里州登特縣)
西斯普林克里克鎮區（英語：Spring Creek West Township）是位於美國密蘇里州登特縣的一個行政鎮區。

## 地方資料
西斯普林克里克鎮區的面積為122.12平方千米，當中陸地面積為121.71平方千米，而水域面積為0.41平方千米。根據2020年美國人口普查的數據，當地共有人口4146人，而人口密度為每平方千米33.95人。